# Беньковиці (Мисленицький повіт)
Беньковиці (пол. Bieńkowice) — село в Польщі, у гміні Добчиці Мисленицького повіту Малопольського воєводства.
Населення — 561 особа (2011).
У 1975-1998 роках село належало до Краківського воєводства.

## Демографія
Демографічна структура станом на 31 березня 2011 року:
|          | Загалом | Допрацездатний вік | Працездатний вік | Постпрацездатний вік |
| -------- | ------- | ------------------ | ---------------- | -------------------- |
| Чоловіки | 286     | 65                 | 200              | 21                   |
| Жінки    | 275     | 63                 | 161              | 51                   |
| Разом    | 561     | 128                | 361              | 72                   |